# Чжанцзяцзе
Чжанцзяцзе́ (кит. упр. 张家界, пиньинь Zhāngjiājiè) — городской округ в провинции Хунань, КНР. Название означает «рубеж семьи Чжан» и связано с тем, что после основания империи Хань здесь жил в уединении поспособствовавший созданию империи стратег Чжан Лян.

## История
Ещё в эпоху Троецарствия, когда эти земли находились в составе государства У, был создан округ Тяньмэнь (天门郡), власти которого разместили в уезде Линъян (零陵县). Во времена империи Суй округ Тяньмэнь был расформирован, а уезд Линъян перешёл в состав Личжоуской области (澧州) и был переименован в Цыли. В 607 году Личжоуская область была расформирована, и вместо неё был создан Лиянский округ (澧阳郡). После смены империи Суй на империю Тан Лиянский округ в 621 году опять стал Личжоуской областью, в 742 году — снова Лиянским округом, в 758 году — снова Личжоуской областью. После монгольского завоевания и образования империи Юань область была в 1277 году преобразована в Личжоуский регион (澧州路), а уезд был поднят в статусе до области.
После свержения власти монголов Личжоуский регион был в 1364 году переименован в Личжоускую управу (澧州府). После основания империи Мин область была вновь понижена в статусе до уезда Цыли, а управа была в 1376 году вновь понижена в статусе до области и подчинена властям Юэчжоуской управы (岳州府). Когда в начале XVIII века началась политика по интеграции национальных меньшинств в имперские структуры, то в 1729 году область была поднята в статусе и подчинена напрямую властям провинции, став Личжоуской непосредственно управляемой областью (澧州直隶州). Из уезда Цыли в 1729 году был выделен уезд Санчжи (перешедший в состав Юншуньской управы), а в 1735 — уезд Юндин. После Синьхайской революции в Китае была проведена реформа структуры административного деления, в ходе которой области были упразднены, поэтому в 1913 году Личжоуская непосредственно управляемая область была расформирована. Затем была проведена сверка названий уездов по всей стране, и выяснилось, что в провинции Фуцзянь также существует уезд Юндин, поэтому в 1914 году уезд Юндин был переименован в Даюн (大庸县).
После образования КНР в 1949 году уезд Цыли вошёл в состав Специального район Чанфэн (常沣专区), а уезды Санчжи и Даюн — в состав Специального район Юншунь (永顺专区). 29 августа 1950 года Специальный район Чанфэн был переименован в Специальный район Чандэ (常德专区). В 1952 году Специальный район Юншунь расформирован, и уезды Даюн и Санчжи перешли в состав Сянси-Мяоский автономного района (湘西苗族自治区), который в 1957 году был переименован в Сянси-Туцзя-Мяоский автономный округ. Специальный район Чандэ был в 1970 году переименован в Округ Чандэ (常德地区).
Постановлением Госсовета КНР от 24 мая 1985 года уезд Даюн был преобразован в городской уезд.
Постановлением Госсовета КНР от 23 января 1988 года округ Чандэ был преобразован в городской округ. Постановлением Госсовета КНР от 18 мая 1988 года был образован городской округ Даюн (大庸市), в состав которого вошла территория бывшего городского уезда Даюн, разделённая на районы Юндин и Улинъюань, уезд Цыли (ранее входивший в состав городского округа Чандэ) и уезд Санчжи (ранее входивший в состав Сянси-Туцзя-Мяоского автономного округа).
Постановлением Госсовета КНР от 4 апреля 1994 года городской округ Даюн был переименован в Чжанцзяцзе.

## Административно-территориальное деление
Городской округ Чжанцзяцзе делится на 2 района, 2 уезда:
| Карта                       | Карта     | Карта     | Карта         | Карта            | Карта         |
| --------------------------- | --------- | --------- | ------------- | ---------------- | ------------- |
| Юндин Улинъюань Цыли Санчжи |           |           |               |                  |               |
| Статус                      | Название  | Иероглифы | Пиньинь       | Население (2010) | Площадь (км²) |
| Район                       | Юндин     | 永定区    | Yǒngdìng qū   |                  |               |
| Район                       | Улинъюань | 武陵源区  | Wǔlíngyuán qū |                  |               |
| Уезд                        | Цыли      | 慈利县    | Cílì xiàn     |                  |               |
| Уезд                        | Санчжи    | 桑植县    | Sāngzhí xiàn  |                  |               |

## Экономика
Основной поток туристов проходит через местный аэропорт. Среди туристов преобладают граждане КНР, также приезжают туристы из Южной Кореи, Вьетнама, Таиланда и Монголии.

## Транспорт
Строится скоростное шоссе Чжанцзяцзе — Гуаньчжуан.

## Достопримечательности
- Национальный лесной парк Чжанцзяцзе
- Национальный лесопарк горы Тяньмэнь[4]

## Города-побратимы
- Хадон, Республика Корея (2006)
- Санта-Фе, США (2009)
- Наруто, Япония (2011)